# Nine (musical)
Nine és un musical amb llibret d'Arthur Kopit i lletra i música de Maury Yeston. Està basat en l'obra italiana interpretada per Mario Fratti inspirada per la pel·lícula autobiogràfica de Federico Fellini 8½. Se centra en el director de cine Guido Contini, que assaboreix el seu darrer i major èxit, però que encara el seu quarantè aniversari i una crisi que li bloqueja els seus impulsos creatius i l'enreda en una xarxa de problemes romàntics.
La producció original de Broadway s'estrenà el 1982, i es representà en 729 ocasions, sent protagonitzada per Raul Julia. El musical va guanyar cinc Premis Tony, incloent el de Millor Musical, i ha tingut diversos revivals.

## Rerefons
Yeston començà a treballar en el musical el 1973 Havia vist la pel·lícula de Fellini quan era adolescent, i estava intrigat per la seva temàtica. "Mirava a la pantalla i em deia 'sóc jo'. Encara creia en tots els somnis i en els ideals del que havia de ser un artista, i vet aquí que hi havia una pel·lícula sobre... un artista en problemes. Va esdevenir una obsessió.", explicà Yeston al New York Times.
Fellini havia titulat la seva pel·lícula 8½ en reconeixement de la seva obra anterior, que incloïa sis llargmetratges, dos curtmetratges i una pel·lícula que havia co-dirigit. El títol de Yeston pel musical afegeix mig crèdit més a l'obra de Fellini i es refereix a l'edat de Guido en la seva principal al·lucinació. Yeston també explicà que si s'afegeix música al 8½ és com mig número més.

## Argument
Nine comença sense música sinó que amb un silenci total. Guido Contini, un famós director de cine italià d'uns quaranta anys, està absort en els seus pensaments, incapaç d'escoltar a Luisa, la seva dona d'uns vint anys, una estrella actual de cine, intentant parlar amb ell: “Guido, mi stai ascoltando?”, li diu. Però ell no ho fa. Està ben lluny a la seva memòria, buscant quelcom a les profunditats de la seva ment que el pugui ajudar a sortir-se'n d'una vida encallada i d'un film encara no escrit. El que pugui sumar.
Cautelosament, el so del riure d'una dona sona entre els murs de la seva memòria, seguit per altres veus, totes les dones que coneix o ha conegut: la seva amant Carla, la seva productora Liliane La Fleur, la gran actriu Claudia Nardi, musa de diverses de les seves pel·lícules, i fins i tot la seva mare ja morta fa temps. Les veus sorgeixen i es sobreposen fins a ocultar la de Luisa, fent un manyoc en una explosió de so que esdevé l'OBERTURA de Nine: un èxtasi de dones parlant, amb les paraules indistingibles al cap de Guido, però no el seu significat. El “la la la” de l'obertura no és una generalització, és un tapís específic de plaer, potència, persuasió i vitalitat femenina. Les paraules més enllà de les paraules (Overture delle Donne).
L'Obertura no conclou exactament, simplement es retira per donar un respir a Guido dels sons del seu cap. Però el fugaç moment de pau és suficient per portar en Guido de tornada a la seva vida i s'adona que Luisa encara està gairebé desesperada. Li proposa un viatge els dos a un balneari, el Fontana di Luna, per tal de descansar i renovar-se junts. Fins i tot això el porta a una fantasia en la ment de Guido sobre un balneari poblat només per dones i presidit per una mena de Madonna formant la fantasia d'un noi catòlic a les aigües del balneari.
Luisa busca en el racó més profund de l'amor que sent pel seu marit i accepta a anar, però l'adverteix que serà la darrera oportunitat. Tot just arriben al balneari que són envoltats per periodistes (“Not Since Chaplin”), fent preguntes intrusives sobre el seu matrimoni i (novetat per Luisa) i el nou projecte de Guido. Luisa se sent traïda perquè en Guido no li ha mencionat res d'aquest nou projecte que és profunditzat per la sobtada aparició de Carla, amant de Guido, sortint del tren i instal·lant-se en un hotel de la zona. Finalment, perseguit fins a la seva cambra de l'hotel, fan fora a tota la premsa i en Guido suplica a Luisa que pengi els telèfons i les sol·licituds d'entrevistes. Un altre respir, en el que Guido reflecteix irònicament al cim de la seva impaciència el seu desig de ser a tot arreu a l'hora (“Guido's Song”)
Mentrestant, el rellotge segueix corrent. Guido ha estat contractat i pagat per una pel·lícula, que s'hauria de començar a rodar en una setmana, i la seva productora de tota la vida, Liliane La Fleur, l'ha localitzat a Venècia i ara està abatuda. La premsa, com sempre voraç pels escàndols, arracona Luisa mentre que passejava sola pel balneari, però ella els contesta amb “El meu marit fa pel·lícules” (My Husband Makes Movies), un relat complex del que és estar casada amb un home remarcable. La cançó estableix el seu profund amor per Guido com un acte de força i la Luisa mateixa és una dona profundament dotada per estimar. És també com silencia els tabloids.
De tornada a l'habitació de l'hotel, Guido està desesperat per escapar de la seva productora, però abans que la Luisa pugui parlar amb ell, el telèfon torna a sonar, però en aquesta ocasió és Carla, que està inquieta i sola al seu hotel, dient-li que no porta “cap mena de roba”... una trucada que Guido justifica dient que és des del Vaticà amb motiu de la seva pel·lícula (“A Call from the Vatican”). Luisa respon al que és obvi que pot deixar la seva desastrosa pel·lícula i li diu que ha llogat una góndola per al vespre, perquè així puguin “voltar una mica i a veure què passa”. Guido la seva total dependència cap a Luisa i li canta “NOMÉS AMB TU”, una cançó que dibuixa sigilossament a la seva imaginació les altres dones que Guido estima profundament i per diferents motius, i deixa a Guido i Luisa tan separats com sempre ho ha estat (Only With You).
El rellotge torna amb una alarma en forma de Liliane La Fleur. Vol saber on està el guió. Guido inventa (“The Script”), esperant inventar-se una història que també el faci sortir de l'habitació abans que ningú no se n'adoni. A La Fleur no li fa gràcia, després de destruir l'art intel·lectual (“els directors són tan existencialistes”), procedeix a suggerir una pel·lícula musical amb glamour, petons i cançons d'amor properes: en una paraula: una pel·lícula que expressi la glòria dels seus propis dies com una de les majors vedettes del Folies Bergeres (“FOLIES BERGERES”).
El número condueix Guido a una fantasia de femenitat tan viscuda que es troba a si mateix demanant ajut a un cardenal a les catacumbes – un encontre que el porta a considerar-se innocent i culpable i li obre les portes del passat: una visió de si mateix amb nou anys sent banyat per la seva mare (“Nine”) i també el moment en què va ser enviat a una escola parroquial. El record també el porta a un encontre crucial amb una dona a la platja: Saraghina, una prostituta vilipendiada per l'Església i el poble, però a qui el jove Guido va per curiositat a demanar-li que li ensenyi sobre l'amor.
Saraghina, encantada per la innocència i el coratge del petit, li diu que sigui ell mateix. I li ensenya com ballar (“Ti Voglio Bene / Be Italian”). I darrere la diversió està el càstig (“The Bells of St. Sebatian”), on el Guido adult recorda el tractament violent de les monges i el rebuig de la seva pròpia mare quan a l'escola es van assabentar del seu moment a la platja amb Saraghina. El petit Guido, incapaç de soportar-ho, fuig corrent, torna a la platja, on només troba la sorra i el vent: una imatge del seu cor fugitiu i la seva naturalesa en la que desapareix l'amor, amb el que acaba el primer acte.
El segon acte comença en una platja diferent de nit, en el present recent. Claudia Nardi ha vingut de París. Guido la necessita per la seva pel·lícula (sempre ha estat el talismà dels seus grans èxits i la seva musa). Però ella no vol fer-ho. Claudia sent un amor no declarat cap a un home que de moltes maneres li ha donat la seva vida i la seva carrera, però necessita saber si ell la podrà estimar ara com dona, no com un “esperit”. Guido només li escolta com rebutja el paper i, ara desesperadament perdut, esclata, sentint com el rebutja a ell mateix. Claudia veu que ha de donar un rumb a la seva vida i deixar d'esperar a Guido. Ell és incapaç d'estimar-la com ella necessita, i l'anomena irònicament “el meu encantador Casanova” – un pensament que porta a Guido una idea brillant per la pel·lícula: “Jo! Casanova!” (“A Man as YoU”) Mentre que Guido s'enfonsa a la inspiració, sembla haver oblidat totalment la presència de Claudia, ella canta obertament per primera vegada del seu amor vers ell, sentint-se al final llançada a estimar-lo ("Unusual Way"), però per no tenir ja esperances cap a ell.
Mentre que Claudia marxa, Guido salta en acció. Creant un film a l'estudi, conjura un “romanç espectacular que farà servir el vernacular”, una pròdiga i impetuosa improvisació a l'estudi del “Gran Canal” amb ell com a Casanova, i totes les dones de la seva vida al repartiment. Claudia ha acceptat quedar-se per la pel·lícula, tot i que està furiosa perquè porta el mateix vestit que portava a les altres tres pel·lícules, de manera que Guido li dona el paper de l'esposa de Casanova, fent de Liliane La Fleur es troba fent de “Claudietta”, el paper de Claudia.
El sentit ascendent de desesperació esclata en una bogeria total quan Carla entra a l'estudi delectada dient a Guido que ja té el divorci i ja poden casar-se, i només es troba a Guido que li respon que està boja i que marxi. Carla, en estat de xoc, es desploma de pena davant la càmara mentre que la pel·lícula es va rodant de manera implacable, i amb un Guido que sembla que cada vegada està ficat en una espiral més gran fora de control. Amb un repartiment amb Claudia com la seva dona, Lliane com Claudia, una altra actiu (Maria) com Carla, Guido s'embarca en una dement opereta (“Every Girl In Venice”/“Love”), posant-se eventualment una pistola al cap al fer un fragment fora de guió que sorprèn tota la companyia quan Claudia, fent de Beatriu, esposa de Casanova, el dissuadeix amb les mateixes exactes paraules que Luisa va dir aquell vespre a la góndola.
El resultat és “NOMÉS TU” - una lírica magnífica de consol-, amb Luisa mateixa mirant l'escena sencera, sabent que ara li està parlant a ella però ella és incapaç de parlar-li. Guido està perdut. Luisa va cap a l'estudi i intenta aturar el rodatge; una baralla furiosa esclata entre ella i Guido, que acaba amb Luisa dient-li “Vés-te’n a la merda!” mentre que ella queda paralitzada al plató. Tothom espera a veure què farà (aturarà la pel·lícula?), però en una acció de gran crueltat o d'auto–laceració, ordena als cameras “Seguiu rodant”), capturant una escena de total desolació: les dones que estima, i Luisa per sobre de totes, literalment com porcellana trencada durant el metratge de la bellesa desesperada del fracàs d'una pel·lícula.
La pel·lícula cau. El repartiment marxa. Guido busca a Luisa, però ja no està allà; a Claudia, però tampoc no està allà; i finalment a Carla, que està a l'estació. Ell li demana que entengui que la seva relació no necessita ser tan “complicada” quan sempre ha estat tan “simple”. Però Carla li respon girant-li les seves pròpies paraules (“SIMPLE”): una cançó des d'un cor trencat. Durant la cançó, Claudia li parla des de París per dir-li que s'ha casat amb un bon home que no la “distreu”. Finalment, Guido es gira cap a Luisa un cop més, i ella li respon amb “Be On Your Own”, una trencadora sortida a un matrimoni que ha estat, com ella diu, “tot per mi”.
Tot sol, Guido sap que està perdut. “No puc fer aquesta pel·lícula” ("I Can't Make This Movie") s'enfonsa en el plor obert d'un “Guido perdut a l'espai sense rumb” i quelcom com un crit que ha estat a l'aguait al seu cor des de la infància. Finalment, mirant al desastre que és la seva vida, considera l'opció del suïcidi i pensa que “no és una mala idea per una pel·lícula”, posant-se una pistola al cap...
Només per ser interromput per l'aparició del Petit Guido que té una lliçó per ell: és moment de créixer i deixar la infància. “Guido, no ets boig, tu estàs bé” (“Getting Tall”). Amb això, Guido veu que ximple ha estat i deixa anar la pistola. Les dones de la seva vida tornen a entrar com per l'Obertura, però aquesta vegada per alliberar-lo per la resta de la seva vida. I només una dona, Luisa, pot anar amb ell allà, és l'única que falta. Guido escolta la seva veu de lluny, reconeix com la necessita i finalment deixa marxar al Petit Guido en un mutu agraïment: “Jo amb quaranta i tu en tindràs/ Tu amb quaranta i jo en tindré... nou”. Mentre que la resta de dones marxen en una reprise de celebració de "Be Italian", conduïdes pel Petit Guido cap al seu propi futur amb elles, Guido s'està sol al seu present. La producció acaba amb Luisa, que entra gairebé miraculosament a la cambra amb la darrera nota. I Guido, girant-se cap a ella, aquesta vegada a punt per escoltar.

## Cançons
| Primer Acte - Overture Delle Donne - Not Since Charlie Chaplin - Guido's Song - Coda di Guido - The Germans at the Spa - My Husband Makes Movies - A Call From the Vatican - Only With You - The Script/Folies Bergeres - Nine - Ti Voglio Bene/Be Italian - The Bells of St. Sebastian | Segon Acte - A Man Like You/Unusual Way/Duet - The Grand Canal: Every Girl in Venice/Amor/Only You/Finale - Simple - Be On Your Own - I Can't Make This Movie - Getting Tall - Nine/Long Ago/Nine (Reprise) |  |

El revival del 2003 eliminà The Germans at the Spa

## Produccions

### Producció original a Broadway
Després de 19 prèvies, la producció de Broadway, dirigida per Tommy Tune i coreografiada per Thommie Walsh, s'estrenà el 9 de maig de 1982 al 46th Street Theatre, on rutllà durant 729 funcions. El repartiment incloïa a Raul Julia com Guido, Karen Akers com Luisa, Liliane Montevecchi com Liliane, Anita Morris com Carla, Shelly Burch com Claudia i Taina Elg com la mare de Guido. Entre les substitucions al repartiment figuren Bert Convy i Sergio Franchi com Guido, Maureen McGovern com Luisa, Wanda Richert com Carla, Priscilla Lopez com Liliane and Scott Grimes com un dels nens. El musical guanyà cinc Premis Tony, incloent el de millor musical.
En una tràgica coincidència, els 3 intèrprets de Guido (Raul Julia, Bert Convy i Sergio Franchi), així com la Carla original, Anita Morris, van morir prematurament de càncer.

### Revival de Broadway
El 10 d'abril de 2003, s'estrenà el revival de Nine a l'Eugene O'Neill Theatre, on s'estigué 283 funcions i 23 prèvies, guanyant dos Premis Tony, incloent el de millor revival. El repartiment incloïa a Antonio Banderas com Guido (l'actuació del qual li valgué una nominació al Tony), Mary Stuart Masterson com Luisa, Chita Rivera com Liliane, Jane Krakowski com Carla (Premi Tony a la Millor Actriu Secundària), Laura Benanti com Claudia, and Mary Beth Peil com la mare de Guido. Les substitucions posteriors inclogueren a John Stamos com Guido, Eartha Kitt com Liliane, Rebecca Luker com Claudia, and Marni Nixon com la mare de Guido.

### Produccions a Londres
El 1992, Nine es presentà en concert a Londres amb Jonathan Pryce, Elaine Paige, Ann Crumb, Kate Copstick i Liliane Montevecchi. RCA Victor publicà un enregistrament del concert.
El 12 de desembre de 1996, una producció a petita escala dirigida per i coreografiada per s'estrenà al, on s'estigué durant 3 mesos. Entre el repartiment figuraven Larry Lamb (Guido Contini),Ian Covington (Jove Guido), Sara Kestelman (Liliane La Fleur), Clare Burt (Carla), Eleanor David (Claudia), Susannah Fellows (Luisa), Jenny Galloway (Sarraghina), Ria Jones (Stephanie Necrophorus), Dilys Laye (mare de Guido), Kiran Hocking (Our Lady of the Spa).

## Pel·lícula
El 12 d'abril del 2007, la revista Variety anuncià que Rob Marshall volia dirigir una adaptació al cinema de Nine per a the Weinstein Company. D'acord amb Playbill, el guió és de Anthony Minghella; i el repartiment està format per Daniel Day-Lewis, Marion Cotillard, Nicole Kidman, Judi Dench, Penélope Cruz, Sophia Loren, Kate Hudson i Fergie. Entre els canvis que es feren per la pel·lícula, el personatge de Mama Maddelena no apareix, i el cognom de Claudia passà de Nardi a Jenssen. El final de la pel·lícula és més esperançador i optimista que la versió teatral. A més el director Marshal tallà la major part de la banda sonora del musical, apareixent només "Overture delle Donne," "Guido's Song," "A Call from the Vatican," "Folies Bergeres," "Be Italian," "My Husband Makes Movies," "Unusual Way," i una versió ampliada de "I Can't Make This Movie". Maury Yeston va escriure tres noves cançons per la pel·lícula, incloent "Cinema Italiano," "Guarda la Luna" (per substituir la cançó del títol) i "Take It All", en lloc de "Be On Your Own,", així com el final instrumental de la pel·lícula. La pel·lícula va estrenar-se als Estats Units el 18 de desembre de 2009 a Nova York i Los Angeles, i l'estrena generalitzada va ser el 25 de desembre del 2009.

## Premis i nominacions

### Producció original de Broadway
| Any  | Premi               | Categoria                                         | nominat              | Resultat   |
| ---- | ------------------- | ------------------------------------------------- | -------------------- | ---------- |
| 1982 | Premi Tony          | Millor Musical                                    | Millor Musical       | GUANYADOR  |
| 1982 | Premi Tony          | Millor Llibret de Musical                         | Arthur Kopit         | nominat    |
| 1982 | Premi Tony          | Millor Banda Sonora                               | Maury Yeston         | GUANYADOR  |
| 1982 | Premi Tony          | Millor Actor Protagonista de Musical              | Raul Julia           | nominat    |
| 1982 | Premi Tony          | Millor Actriu de Repartiment de Musical           | Karen Akers          | nominada   |
| 1982 | Premi Tony          | Millor Actriu de Repartiment de Musical           | Liliane Montevecchi  | GUANYADORA |
| 1982 | Premi Tony          | Millor Actriu de Repartiment de Musical           | Anita Morris         | nominada   |
| 1982 | Premi Tony          | Millor Direcció de Musical                        | Tommy Tune           | GUANYADOR  |
| 1982 | Premi Tony          | Millor Coreografia                                | Thommie Walsh        | nominat    |
| 1982 | Premi Tony          | Millor Escenografia de Musical                    | Lawrence Miller      | nominat    |
| 1982 | Premi Tony          | Millor Vestuari                                   | William Ivey Long    | GUANYADOR  |
| 1982 | Premi Tony          | Millor Il·luminació                               | Marcia Madeira       | nominada   |
| 1982 | Premi Drama Desk    | Musical Més Destacat                              | Musical Més Destacat | GUANYADOR  |
| 1982 | Premi Drama Desk    | Actriu de Repartiment Més Destacada en un Musical | Shelly Burch         | nominada   |
| 1982 | Premi Drama Desk    | Actriu de Repartiment Més Destacada en un Musical | Liliane Montevecchi  | GUANYADORA |
| 1982 | Premi Drama Desk    | Actriu de Repartiment Més Destacada en un Musical | Anita Morris         | GUANYADORA |
| 1982 | Premi Drama Desk    | Director de Musical Més Destacat                  | Tommy Tune           | GUANYADOR  |
| 1982 | Premi Drama Desk    | Lletres Més Destacades                            | Maury Yeston         | GUANYADOR  |
| 1982 | Premi Drama Desk    | Música Més Destacada                              | Maury Yeston         | GUANYADOR  |
| 1982 | Premi Drama Desk    | Vestuari Més Destacat                             | William Ivey Long    | GUANYADOR  |
| 1982 | Premi Drama Desk    | Il·luminació Més Destacada                        | Marcia Madeira       | GUANYADORA |
| 1982 | Premi Theatre World | Premi Theatre World                               | Karen Akers          | GUANYADORA |

### Producció original de Londres
| Any  | Premi                  | Categoria      | nominat        | Resultat |
| ---- | ---------------------- | -------------- | -------------- | -------- |
| 1996 | Premi Laurence Olivier | Millor Musical | Millor Musical | nominat  |

### Revival de Broadway de 2003
| Any  | Premi               | Categoria                                         | nominat                         | Resultat   |
| ---- | ------------------- | ------------------------------------------------- | ------------------------------- | ---------- |
| 2003 | Premi Tony          | Millor Revival de Musical                         | Millor Revival de Musical       | GUANYADOR  |
| 2003 | Premi Tony          | Millor Actor Protagonista de Musical              | Antonio Banderas                | nominat    |
| 2003 | Premi Tony          | Millor Actriu de Repartiment de Musical           | Jane Krakowski                  | GUANYADORA |
| 2003 | Premi Tony          | Millor Actriu de Repartiment de Musical           | Mary Stuart Masterson           | nominada   |
| 2003 | Premi Tony          | Millor Actriu de Repartiment de Musical           | Chita Rivera                    | nominada   |
| 2003 | Premi Tony          | Millor Direcció de Musical                        | David Leveaux                   | nominat    |
| 2003 | Premi Tony          | Millor Il·luminació                               | Brian MacDevitt                 | nominat    |
| 2003 | Premi Tony          | Millors Orquestracions                            | Jonathan Tunick                 | nominat    |
| 2003 | Premi Drama Desk    | Revival de Musical Més Destacat                   | Revival de Musical Més Destacat | GUANYADOR  |
| 2003 | Premi Drama Desk    | Actor de Musical Més Destacat                     | Antonio Banderas                | GUANYADOR  |
| 2003 | Premi Drama Desk    | Actriu de Repartiment Més Destacada en un Musical | Mary Stuart Masterson           | nominada   |
| 2003 | Premi Drama Desk    | Actriu de Repartiment Més Destacada en un Musical | Chita Rivera                    | nominada   |
| 2003 | Premi Drama Desk    | Actriu de Repartiment Més Destacada en un Musical | Jane Krakowski                  | GUANYADORA |
| 2003 | Premi Drama Desk    | Director de Musical Més Destacat                  | David Leveaux                   | nominat    |
| 2003 | Premi Theatre World | Premi Theatre World                               | Antonio Banderas                | GUANYADOR  |
| 2003 | Premi Theatre World | Premi Theatre World                               | Mary Stuart Masterson           | GUANYADOR  |